# 구스 하우스
구스 하우스(영어: Goose house)는 일본의 음악 그룹으로, 팬들에게는 구스(グース)로 알려져 있다. 이들은 싱어 송라이터들의 쉐어 하우스에서 모여서 활동하며, 평소에는 개인 음악 활동을 병행하기도 한다. 소니 워크맨의 PR 기획인 "PlayYou. House"를 시초로, 그 활동이 이어져 지금의 구스 하우스에 이르게 되었다.
현재는 대부분의 멤버가 탈퇴하여 사실상 활동 중지 상태이며, 탈퇴 멤버 4인을 중심으로 "Play.Goose"라는 후속 그룹을 결성하였다.

## 개요
소니 워크맨의 PR 기획이었던 "PlayYou. House"에서 만난 멤버들이 기획 기간이 끝나면서 설립되었다. 어원은 철새 거위로, 한 마리의 거위로는 할 수 없는 일을 여럿이 모이면 해낼 수 있다는 것에 착안하였다.
인터넷에서 스트리밍 사이트인 Ustream과 Youtube를 통해 오리지널 곡과 커버 곡을 쉐어 하우스에서 직접 연주한 영상을 비정기적으로 공개하고 있으며, 앨범과 관련 상품을 온라인으로 판매하고 있다. Ustream에서는 비정기 라이브 방송을 하고 있으며, 오프라인으로도 각지에서 라이브 공연을 하곤 한다.
2018년에는 사이토 조니를 제외한 모든 멤버들이 Goose house를 탈퇴하여 사실상 활동 중지하게 되었다. Goose house를 탈퇴한 멤버 중 쿠도 슈헤이, 마나미, 사야카, 와타나베 슈헤이는 새로운 그룹 "Play.Goose"를 결성하였으며, 다케부치 케이, 다케자와 미기와는 Play.Goose에 참여하지 않는다.

## 멤버

### 현재 멤버
- 사이토 조니(齊藤ジョニー)
보컬, 기타, 만돌린, 밴조, 바이올린
  - 출생: 1987년 10월 27일, 일본 니가타현 조에쓰시
  - 2012년 5월 26일에 본인의 솔로 활동을 위해 구스 하우스를 졸업하였으나, 2013년 4월 2일에 다시 구스 하우스로 귀환하였다.

### 과거 멤버
- 세키토리 하나(関取花)
  - 전신 PlayYou. House의 멤버
- 나카무라 치히로(中村千尋)
  - 전신 PlayYou. House의 멤버
- 기무라 마사히데(木村正英)
보컬, 피아노
  - 쿠도 슈헤이와 함께 유닛 "K.K."를 만들어 활동하고 있다. 2011년 12월에 구스 하우스를 졸업하였다.
- 칸다 리오카(神田莉緒香)
보컬, 피아노
  - 2013년 3월 31일에 구스 하우스를 졸업하였다.
- d-iZe(다이즈)
기타, 보컬, 피아노, 트럼펫
  - 출생: 1984년 11월 4일, 일본 아오모리현 히로사키시
  - 애칭: 형님(兄さん)
  - 구스 하우스의 리더
  - 2014년 4월에 구스 하우스를 졸업하였다. 이에 따라 싱글 "オトノナルホウヘ→" 제작에도 참여하지 않았다.
- 다케자와 미기와(竹澤汀)
보컬, 어쿠스틱 기타, 피아노, 카혼, 드럼
  - 출생: 1991년 6월 19일, 일본 가나가와현 요코하마시
  - 2016년 11월, 다케자와 미기와는 2016년 12월 유스트림 라이브와 2017년 초 라이브 투어를 마지막으로, 구스 하우스를 졸업할 것임을 밝혔다.
- 다케부치 케이(竹渕慶)
보컬, 피아노
  - 출생: 1991년 7월 11일 일본 도쿄도
  - 애칭: 케이짱(慶ちゃん)
  - 2012년에는 tetra+에서 보컬로 활동한 바가 있으나, 이 팀이 무기한 활동정지를 선언하게 되면서 구스 하우스 활동에 전념하게 되었다.
  - 2014년 3월 5일에 소니 뮤직 레코드를 통해 첫 미니 앨범 "KEI's 8"을 내놓으며, 솔로로 데뷔하였다.
- 쿠도 슈헤이(工藤秀平)
보컬, 기타, 하모니카, 휴먼 비트박스
  - 출생: 1988년 4월 4일, 일본 가나가와현 요코하마시
  - 애칭: 쿠도슈(くどしゅう)
  - 기무라 마사히데와 유닛 "K.K."를 결성하여 활동하였다.
- 마나미(マナミ)
보컬, 기타
  - 출생: 1984년 11월 13일, 일본 지바현
  - 애칭: 마나밍(まなみん)
  - 여성 음악 듀오 애니 펌프의 멤버
  - 2011년 10월의 Ustream 라이브를 통해 첫 등장하여, 구스 하우스에 들어왔다.
- 사야카(沙夜香)
보컬, 피아노
  - 출생: 1986년 5월 12일, 일본 군마현
  - 애칭: 사야 누나(さや姉)
  - 2011년 10월의 두번째 Ustream 라이브에서 첫 등장하여, 구스 하우스에 들어왔다.
- 와타나베 슈헤이(ワタナベシュウヘイ)
보컬, 기타, 베이스, 우쿨렐레, 드럼
  - 출생: 1988년 11월 1일, 일본 오이타현 히타시
  - 애칭: 왓슈(わっしゅう)
  - 2012년 6월 23일, 구스 하우스에 들어왔다.

### 유닛
- Johnny Beans: 사이토 조니, d-iZe
- 난다간다K.K.(なんだ神田K.K.): 칸다 리오카, 기무라 마사히데, 쿠도 슈헤이
- 1150: 칸다 리오카, 사이토 조니
- 849: d-iZe, 다케부치 케이
- ONDOSA: 쿠도 슈헤이, 다케자와 미기와
- signal: 쿠도 슈헤이, d-iZe, 다케자와 미기와
- 마메히데(豆英): d-iZe, 기무라 마사히데
- 미니멈(ミニマム): 마나미, 칸다 리오카
- R25(팀 어덜트): d-iZe, 사야카, 마나미
- 팀 프시케(ちーむプシュケ): 타케자와 미기와, 마나미, 사야카(이전: 칸다 리오카)
- 패밀리(ふぇあみり～): 마나미, 쿠도 슈헤이, 칸다 리오카
- 팀 파워풀 와작와작(チームパワフルモリモリ): 와타나베 슈헤이, 다케부치 케이, 마나미
- 어른의 여유(大人の余裕): 사야카, 사이토 조니, 와타나베 슈헤이
- 형과 누나(お兄さんお姉さん): 쿠도 슈헤이, 사야카
- 팀 아저씨 아주머니(チームおじさんおばさん): 마나미, 와타나베 슈헤이
- THE 매직(THE マジック): 마나미, 사이토 조니, 쿠도 슈헤이
- 팀 아저씨 아주머니 그 외 한 명(チームおじさんおばさんその他): 마나미, 와타나베 슈헤이, 쿠도 슈헤이
- 구스 하우스의 두 사람(Goose houseの2人): 다케부치 케이, 마나미
- SMXL: 마나미, 쿠도 슈헤이, 와타나베 슈헤이
- 왓시(わっしー): 다케부치 케이, 마나미, 다케자와 미기와

## 유스트림 라이브
구스 하우스는 2011년 5월 7일부터 유스트림에서 비정기적으로 인터넷 라이브 공연을 하고 있다. 대개 매달 1회 공연하지만, 정확한 주기가 정해진 것은 아니다. 2015년 5월까지는 총 50회 공연하였다.
유스트림 라이브는 스튜디오에서 오프라인 관객 없이 진행한다. 이례적으로 2015년 4월에는 앨범 "Milk"와 "Bitter"를 동시에 구매한 팬 중에서 추첨하여, 최초 공개 생방송에 초대하였다. 대개 토요일 오후 7시부터 시작하지만, 대개 스튜디오 준비 사정으로 인해 최대 30분 지연된다.
라이브 공연에는 구스 하우스의 멤버들이 모두 참여하며, 멤버들이 유닛을 구성하여 연주하고 노래를 부른다. 가끔 게스트가 등장하여 기존 멤버와 함께 유닛을 구성하여 공연하기도 한다. 대개 다른 J-pop 노래를 커버하며, 구스 하우스가 만든 오리지널 곡을 부르기도 한다. 라이브 방송이 끝난 후 유스트림 채널에 전체 영상이 업로드되며, 각 연주 영상은 유튜브에 한 달 정도 늦게 업로드된다.
공연과 공연 사이에는 멤버들이 만담을 나누고, 팬들이 트위터로 전달한 사연을 읽어주기도 한다.

### 방송일
- 2011년
  - 제 1회 2011년 5월 7일
  - 제 2회 2011년 5월 14일
  - 제 3회 2011년 5월 28일
  - 제 4회 2011년 6월 11일
  - 제 5회 2011년 7월 16일
  - 제 6회 2011년 7월 30일 - 게스트 출연: 나카무라 치히로
  - 제 7회 2011년 8월 6일
  - 제 8회 2011년 9월 10일
  - 제 9회 2011년 10월 1일 - 마나미 최초 출연
  - 제 10회 2011년 10월 15일 - 사야카 최초 출연
  - 제 11회 2011년 11월 26일 - 게스트 출연: 세키토리 하나
  - HOY 특집 2011년 12월 10일 - 기무라 마사히데 졸업
- 2012년
  - 제 12회 2012년 1월 21일
  - 제 13회 2012년 2월 18일
  - 제 14회 2012년 3월 31일
  - 제 15회 2012년 4월 14일
  - 제 16회 2012년 5월 26일 - 사이토 조니 졸업
  - 제 17회 2012년 6월 23일 - 와타나베 슈헤이 최초 출연
  - 제 18회 2012년 7월 14일
  - 제 19회 2012년 8월 11일
  - 제 20회 2012년 9월 22일
  - 제 21회 2012년 10월 27일
  - 제 22회 2012년 11월 17일
  - HOY 특집 2012년 12월 15일 - 게스트 출연: 기무라 마사히데, 사이토 조니
- 2013년
  - 제 23회 2013년 1월 19일
  - 제 24회 2013년 2월 16일 - 게스트 출연: 카타히라 리나 (1차)
  - 제 25회 2013년 3월 9일 - 칸다 리오카 졸업
  - 제 26회 2013년 4월 20일 - 사이토 조니 재합류
  - 제 27회 2013년 5월 25일
  - 제 28회 2013년 6월 29일
  - 제 29회 2013년 7월 20일
  - 제 30회 2013년 8월 24일
  - 제 31회 2013년 9월 28일
  - 제 32회 2013년 10월 19일
  - 제 33회 2013년 11월 16일 - 게스트 출연: 카타히라 리나 (2차)
  - HOY 특집 2013년 12월 21일 - 게스트 출연: 카타히라 리나 (3차), 칸다 리오카
- 2014년
  - 제 34회 2014년 1월 25일
  - 제 35회 2014년 2월 22일 - d-iZe 마지막 출연
  - 제 36회 2014년 3월 29일
  - 제 37회 2014년 4월 12일
  - 제 38회 2014년 5월 31일
  - 제 39회 2014년 6월 28일
  - 제 40회 2014년 7월 19일
  - 제 41회 2014년 8월 30일
  - 제 42회 2014년 9월 27일
  - 제 43회 2014년 10월 18일
  - 제 44회 2014년 11월 15일
  - HOY 특집 2014년 12월 20일
- 2015년
  - 제 45회 2015년 1월 31일
  - 제 46회 2015년 2월 28일
  - 제 47회 2015년 3월 38일
  - 제 48회 2015년 4월 18일 - 공개 생방송
  - 제 49회 2015년 5월 23일 - 게스트 출연: 카타히라 리나 (4차)
  - 제 50회 2015년 6월 27일
  - 제 51회 2015년 7월 18일
  - 제 52회 2015년 8월 29일
  - 제 53회 2015년 9월 12일
  - 제 54회 2015년 10월 31일
  - 제 55회 2015년 11월 28일
  - HOY 특집 2015년 12월 26일
- 2016년
  - 제 56회 2016년 1월 23일 - 게스트 출연: 카타히라 리나 (5차)
  - 제 57회 2016년 2월 27일
- 스핀 오프
  - 제 1회 2012년 11월 22일
  - 제 2회 2012년 12월 15일
  - 제 3회 2013년 12월 21일

### 공개 악곡
Ustream 라이브 방송과 Youtube 채널을 통해 아래의 곡에 대한 Goose house의 연주 영상이 인터넷 상에 공개되어 있다.

#### 오리지널 곡
- sing
- バーチャル#9[버추얼#9]
- くるり[뱅그르르] (칸다 리오카의 곡)
- teens
- 夏の風向き[봄바람이 부는 방향] (사이토 조니의 곡)
- 最終電車[최종전차] (다케자와 미기와의 곡)
- 18歳[18세]
- "JUST FRIENDS"?
- Sky
- ぱっつん[팟츤]
- 始まりに[시작으로] (카타히라 리나의 곡)
- 胸騒ぎナビゲーション[최종전차]
- Altair～言えずのI love you～[Altair ~말 못하는 I love you~]
- 猫のプシュケ[고양이의 프시케]
- 待宵草[큰달맞이꽃]
- VOICE
- A.C.T.I On
- Photograph
- 言わさないでよ[말하게 하지마]
- Color
- days
- バースデーソング[생일 축하 노래]
- Dear my friend
- Beautiful Life
- たとえば、君が死んだら[만약, 당신이 죽는다면]
- CHANGE!!
- Dear my friend
- サンタクロース[산타 클로스]
- この指とまれ[이 손을 잡아]
- サクラへ[벚꽃에게]
- 永遠の八月[영원의 8월]
- 3/4
- 女の子は泣かない[여자아이는 울지 않아] (카타히라 리나의 곡)
- ごはんを食べよう[밥 먹자]
- タイムマシン[타임 머신]
- 恋はヒラひらり[사랑은 팔랑팔랑]
- オトノナルホウヘ→[소리가 나는 쪽으로] (애니메이션 은수저 2기 ED)
- 今、走れ！[지금, 달려!]
- 光るなら[빛난다면] (애니메이션 4월은 너의 거짓말 1쿨 OP)
- 冬のエピローグ[겨울의 에필로그]
- ドミノエフェクト[도미노 이펙트]
- セダンガール[세단 걸]
- 最高の仕打ち[최고의 연기] (카타히라 리나의 곡)
- Pop Up!

## 디스코그래피

### 싱글
| 순서 | 타이틀                                     | 발매일           |
| ---- | ------------------------------------------ | ---------------- |
| 01.  | "Goose house Phrase #02 Sky"               | 2011년 11월 23일 |
| 02.  | "Goose house Phrase #08 オトノナルホウヘ→" | 2014년 2월 19일  |
| 03.  | "Goose house Phrase #09 光るなら"          | 2014년 11월 19일 |
| 04.  | "Goose house Phrase #12 LOVE & LIFE"       | 2015년 12월 9일  |
| 05.  | "Goose house Phrase #13 Fly High, So High" | 2016년 8월 10일  |
| 06.  | "Goose house Phrase #14 僕らだけの等身大"  | 2017년 1월 6일   |
| 07.  | "Goose house Phrase #16 笑顔の花"          | 2017년 11월 22일 |

### 정규 앨범
| 순서 | 타이틀                                  | 발매일           |
| ---- | --------------------------------------- | ---------------- |
| 01.  | "Goose house Phrase #01"                | 2011년 6월 27일  |
| 02.  | "Goose house Phrase #03 Wandering"      | 2012년 5월 23일  |
| 03.  | "Goose house Phrase #04 Beautiful Life" | 2012년 10월 24일 |
| 04.  | "Goose house Phrase #07 Soundtrack?"    | 2013년 7월 30일  |
| 05.  | "Goose house Phrase #10 Milk"           | 2015년 2월 25일  |
| 06.  | "Goose house Phrase #11 Bitter"         | 2015년 2월 25일  |
| 07.  | "Goose house Phrase #15 HEPTAGON"       | 2017년 2월 22일  |
| 08.  | "Goose house Phrase #17 Flight"         | 2018년 4월 11일  |

### 디지털 싱글
| 순서 | 타이틀                                | 발매일          |
| ---- | ------------------------------------- | --------------- |
| 01.  | "Goose house Phrase #05 この指とまれ" | 2013년 3월 20일 |
| 02.  | "Goose house Phrase #06 サクラへ"     | 2013년 3월 20일 |

### 영상물
| 순서 | 타이틀                                         | 발매일           | 비고                                                                         |
| ---- | ---------------------------------------------- | ---------------- | ---------------------------------------------------------------------------- |
| 01.  | "Beautiful Life"                               | 2012년 11월 21일 | "Goose House Phrase #04 Beautiful Life"의 예약 특전 DVD로 일부 상점에서 배포 |
| 02.  | "Goose house Live House Tour 2017.11.22 Tokyo" | 2018년 4월 11일  | 첫 라이브 영상물                                                             |

### 솔로 컴필레이션 앨범
| 순서 | 타이틀                                 | 발매일         | 비고 |
| ---- | -------------------------------------- | -------------- | ---- |
| 01.  | "恋愛小説と、通過列車と、1gのため息。" | 2016년 7월 8일 |      |

### 참여 작품
| 순서 | 아티스트 | 타이틀          | 발매일           | 비고                      |
| ---- | -------- | --------------- | ---------------- | ------------------------- |
| 01.  | YUI      | "SHE LOVES YOU" | 2012년 10월 24일 | 10번째 곡 "LIFE"를 커버함 |

## 타이업
1. Sing - 안드로이드, iOS판 모바일 게임 "제타이☆스타(ゼッタイ☆スター)" 주제가 (2012년)[1]
2. CHANGE!! - Welcome to Youtube Space Tokyo (2013년)[2]
3. Sing - 프리빗 모바일 CM송 (2013년)
4. オトノナルホウヘ→ - 후지TV 애니메이션 "은수저" 2기 엔딩 (2014년)
5. 光るなら - 후지TV 애니메이션 "4월은 너의 거짓말" 오프닝 (2014년)